# Rio Pindaré
O  rio Pindaré é um rio brasileiro que banha o estado do Maranhão, é um dos principais afluentes do rio Mearim. 

## Etimologia
O nome Pindaré teria origem no idioma tupi a partir de pinda: anzol.

## Características gerais
Rio genuinamente maranhense, nasce na serra do Gurupi e deságua no rio Mearim próximo da foz do mesmo na baía de São Marcos. 
O rio Pindaré é o principal afluente do rio Mearim e nasce nas elevações que formam o divisor entre as bacias hidrográficas dos rios Mearim e Tocantins, nas proximidades das cidades de Montes Altos e Amarante do Maranhão, em cotas da ordem de 300 metros, em terra indígena denominada Krikatí. Seu percurso total é de aproximadamente 720 km, sendo navegável no trecho compreendido entre a sua foz no km 41 do rio Mearim até a foz do rio Buriticupu no km 456.
A bacia estende-se na direção sul-sudoeste a norte-nordeste, limitando-se a oeste com a bacia do rio Gurupi e a leste com a bacia do rio Grajaú.
Seus principais afluentes são: o Caru, o Santa Rita, o Maracu (que o liga ao lago de Viana), Negro, o Água Preta, o Timbiras, o Buriticupu e o Zutiuá.  
Em suas margens estão os municípios de Açailândia, Bom Jesus das Selvas (servindo de divisa entre os mesmos), Alto Alegre do Pindaré, João Lisboa, Santa Inês, Pindaré-Mirim, Bom Jardim, Monção e dezenas de povoados. 
A Estrada de Ferro Carajás, acompanha seu percurso desde as proximidades da cidade de Bom Jesus das Selvas, até a cidade de Santa Inês, em um trecho de mais de 200 km. 

## Subdivisões

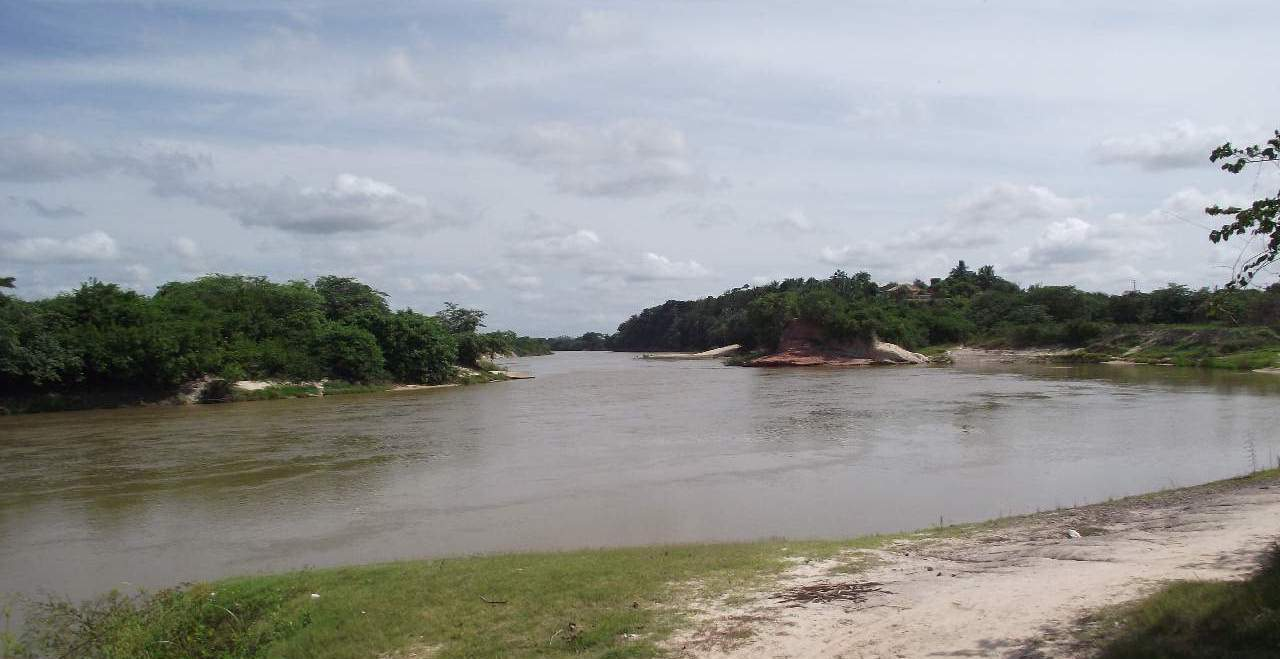
O rio Pindaré nas proximidades da cidade de Alto Alegre do Pindaré.

Alto Pindaré - das nascentes até a foz do rio Buriticupu, com uma extensão de 230 km, aproximadamente. Devido a existência de baixas profundidades (secos ou razeiros), pela pouca largura do rio e pela grande sinuosidade, com raios de curvatura bastante reduzidos, o alto Pindaré, não pode ser navegado com segurança.
Médio Pindaré - da barra do rio Buriticupu no km 456 até a cidade de Pindaré Mirim no km 178, numa extensão de 278 km aproximadamente, existe uma pequena corredeira, logo a montante da foz do rio Caru, com declividade de 68 cm/km, e com velocidade das águas um pouco maior, que não compromete a segurança da navegação.
Baixo Pindaré - da cidade de Pindaré-Mirim até sua desembocadura no rio Mearim, numa extensão aproximada de 178 km, a declividade é consideravelmente reduzida, com a influência das marés. A profundidade mínima é de 2,30 m e a largura que no inicio do trecho varia entre 50 a 80 m, chega nos últimos quilômetros a atingir 220 m. As margens do rio no trecho a jusante de Pindaré-Mirim são baixas, planas e sujeitas a inundações, existindo também muitas lagoas marginais, que no período das cheias se interligam com os rios e lagos da Baixada Ocidental Maranhense. A sinuosidade continua intercalada, de vez em quando, por curtos estirões, que se transforma neste trecho em amplos meandros, típicos de rio de baixada.

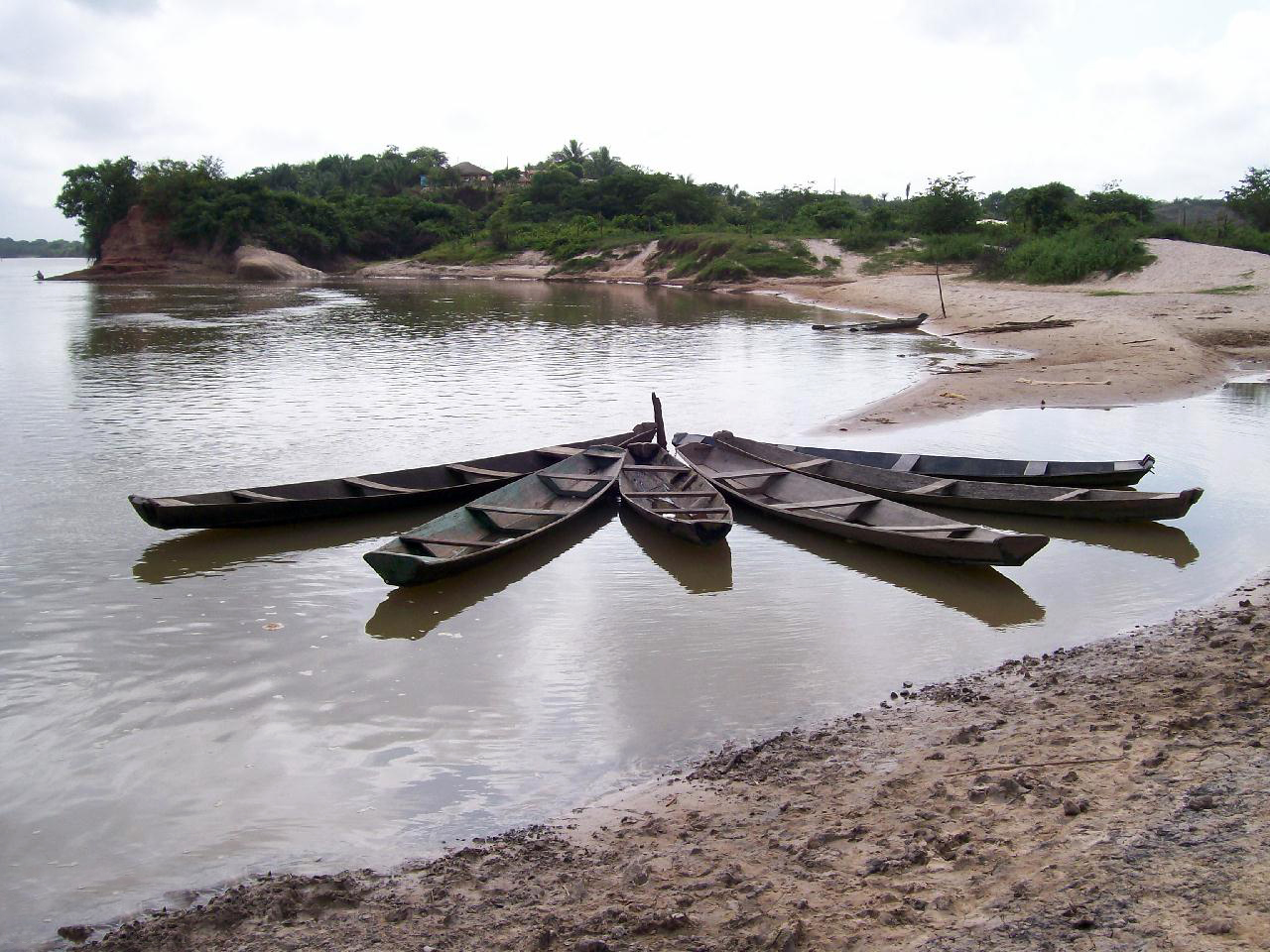
Canoas no rio Pindaré, em Alto Alegre do Pindaré.

## Biodiversidade
O clima do estado do Maranhão compreende uma transição entre o clima superúmido da Amazônia e o semiárido do Nordeste. Caracteriza-se como quente, semiúmido, tropical de zona equatorial, com duas estações distintas que vão de úmida (janeiro a junho) a seca (julho a dezembro).
A Bacia do Pindaré apresenta três faixas de vegetação, com os biomas Cerrado (ao sul) e Amazônico (ao norte), tendo, portanto, uma ampla composição de fitofisionomias e diversidade de espécies. Também se verifica uma vasta presença de florestas de babaçu na região (Mata dos Cocais).
Algumas das espécies encontradas, na região, são: o babaçu, o buriti, o jaborandi, o mogno, o pau-roxo, pau-amarelo, a castanheira e a aroeira-do-sertão.
Dentre os animais encontrados na região, destacam-se: Nectomys squamipes (rato-d’agua), Oxymicterus sp. (rato-do-brejo), Galea spixii (mocó), Didelphis marsupialis (mucura), Bradipus variegatus (preguiça), Dasypus novemcinctus (tatu), Coendou koopmani (ouriço-cacheiro), Dasyprocta sp. (cutia), Saguinus niger (sagui-una), Saimiri sciureus (macaco-de-cheiro), Alouatta belzebul (guariba-de-mãos-ruivas), Sapajus apella (macaco-prego), Nasua nasua (quati), Potos flavus (jupará), Panthera onca (onça-pintada), dentre outros. Podem ser encontradas aproximadamente 587 espécies de aves, como a jaçanã, o guará, a jandaia e o frango d'água-azul.
A Baixada Maranhense se localiza na região do entorno do Golfão Maranhense, e é formada por um relevo plano a suavemente ondulado com extensas áreas rebaixadas que são alagadas durante o período chuvoso, originando extensos lagos interligados, associados aos baixos cursos dos rios Mearim, Grajaú, Pindaré e Pericumã. É um ambiente rebaixado, com formação sedimentar recente, com alguns relevos residuais, originando outeiros e superfícies tabulares cujas bordas decaem em colinas de variadas declividades.

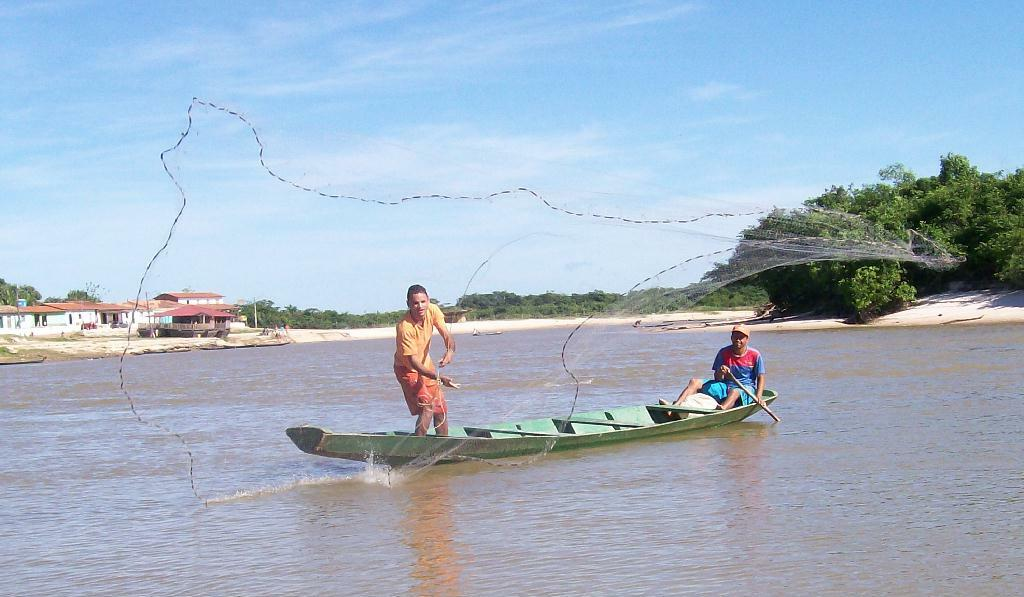
Pesca artesanal no rio Pindaré

A convergência dos cursos dos rios Mearim, Pindaré e Grajaú, associada aos movimentos transgressivos e regressivos do mar, modelou o ambiente deposicional que é preenchido pelo excedente de águas dos rios no período chuvoso, dando origem a extensas superfícies de lagos que influenciam a vida das comunidades residentes na região.
Foi designada como Sítio Ramsar em 2000 e foi instituída a APA da Baixada Maranhense. Representa o maior conjunto de bacias lacustres do Nordeste.
Os ambientes de igapó estão em geral localizados na parte inundável das margens dos lagos, dos rios e canais, com tipologia de vegetação característica conhecida como mata de igapó.
Nas matas de igapó há predominante ocorrência de árvores baixas, com médias de altura em torno de 6-10 metros e que, em geral não ultrapassam os 20 metros, convivendo com cipós, epífitas e plantas aquáticas. São espécies características deste tipo de ambiente: a Araribá (Symmeria paniculata Benth.; Polygonaceae), o Tachipé (Triplaris sp.; Polygonaceae), o Marajá (Bactris brongniartii Mart.; Palmae), a Popoca (Coccoloba ovata Benth.; Polygonaceae), a Titara (Desmoncus sp.; Palmae), o Jiquiri (Mimosa pigra L.; Leguminosae), o Tuturubá do Campo (Pouteria glomerata Miq. Radlk.; Sapotaceae), entre outras.
Algumas das espécies de peixes encontradas na Baixada Maranhense são: Prochilodus nigricans (curimbatá), Psectrogaster amazonica (branquinha), Leporinus sp. (piau), Cichla sp. (tucunaré), Hypophthalmus marginatus (mampará), Pimelodus blochii (mandi), Pseudoplatystoma fasciatum (surubim), Triportheus sp. (sardinha), Hemiodus argenteus (urubarana), Plagioscion squamosissimus (pescada), Pygocentrus nattereri (piranha),  Pimelodus omatus (mandi) Hoplias malabaricus (traíra), Loricariichthys sp. (viola).

## Importância e conservação

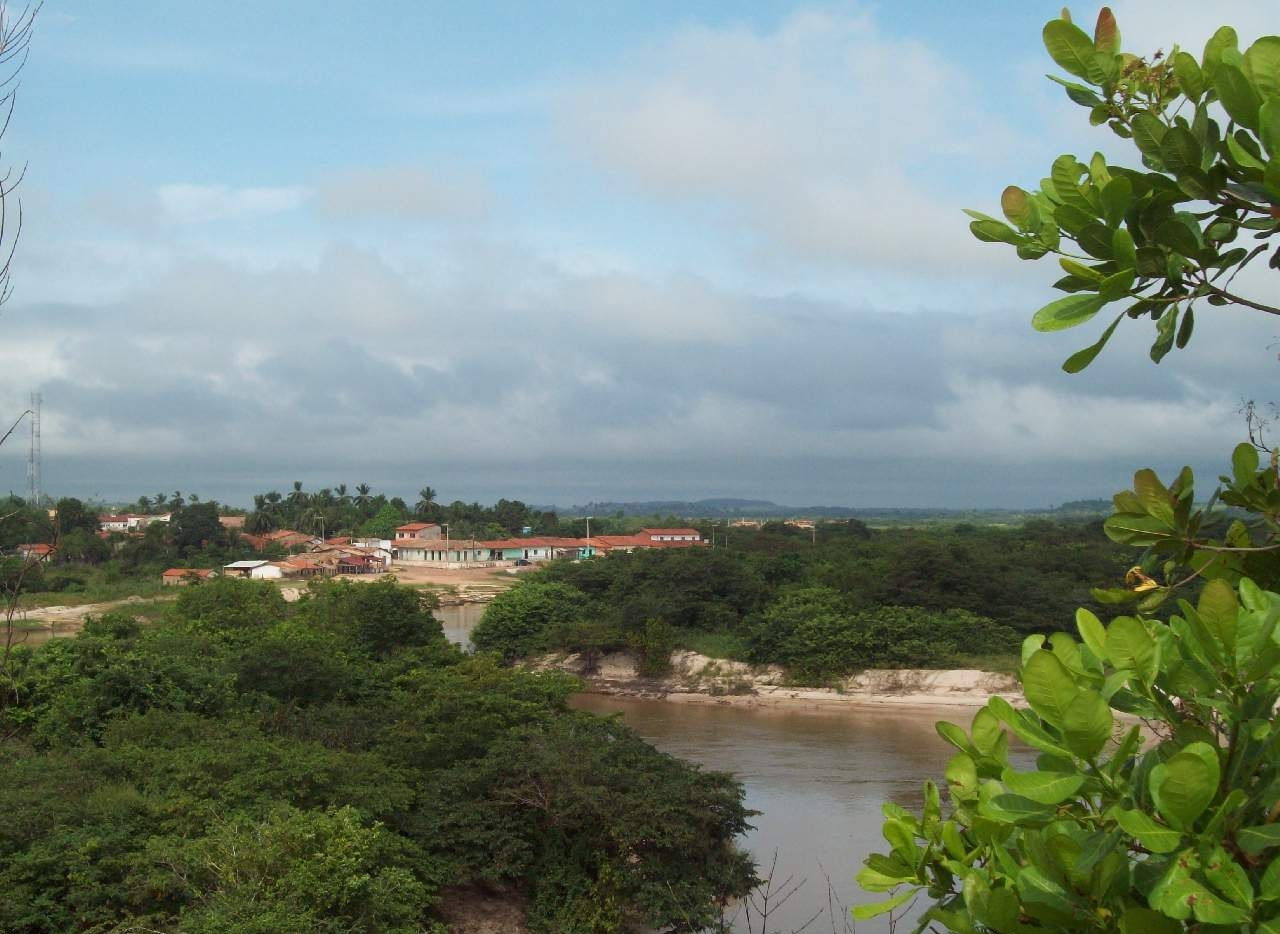
Alto Alegre do Pindaré

No ambiente rural é possível observar o transporte entre povoados, a pesca, a criação de animais, a irrigação de lavouras e o consumo direto como principais atividades.
O rio Pindaré apresenta graves problemas quanto aos aspectos ecológicos, decorrentes da retirada da mata ciliar, dinâmica intensa dos agentes erosivos, o assoreamento do leito, além da poluição e contaminação das águas.